# 이상동
이상동(李相東 1865년 11월 4일 ~ 1951년 11월 29일)은 일제 강점기 독립운동가이다. 안동에서 최초로 3.1 만세운동을 주도했다. 본관은 고성(固城). 안동 출신. 임시정부 초대 국무령 이상룡(李相龍)의 동생이다. 이명은 이용희(李龍羲)이다. 자는 건초(健初) 호는 만진(晩眞). 1990년 대한민국 건국훈장 애족장이 추서됐다.

## 생애
3대에 걸쳐 독립운동가 9명을 배출한 안동 임청각에서 태어났다. 1895년 을미의병이 일어나자 신돌석 휘하에서 참여했다. 1905년 을사조약 체결 후 대한협회(大韓協會) 안동지회에서 국권 회복 운동을 했다. 1911년 기독교로 개종하고 이듬해 평양의 조선예수교장로회신학교에 들어갔다. 이후 안동으로 돌아와 교회를 세우고 장로로 재직했다.
1919년 전국적으로 독립만세운동이 전개되자, 궐기를 촉구하는 격문을 작성하고 3월 13일 안동 공신상회(共信商會) 앞에서 "대한독립만세"라고 쓴 대형 태극연을 들고 독립만세를 외쳤다. 함께 거사를 준비하던 이들이 잡혀갔기 때문에 1인 단독 시위를 벌였고 장꾼들이 호응해 독립만세를 외쳤다. 출동한 일본 경찰에 체포되어 대구 복심법원에서 보안법 위반 혐의로 징역 1년 6개월 형을 받고 옥고를 치렀다.
1921년 출옥 후, 전도와 교육에 힘쓰다가 일제의 신사참배와 창씨개명을 거부해 다시 구속됐다. 1968년 대통령 표창, 1990년 건국훈장 애족장에 추서됐다.

## 가계
- 조부 : 이종태(李鍾泰)
- 조모 : 김진화(金鎭華)의 딸 의성 김씨
  - 부친 : 이승목(李承穆)
  - 모친 : 권진하(權鎭夏)의 딸 안동 권씨
    - 형님 : 이상희(李象羲), 일명 이상룡(李相龍)
      - 조카 : 이준형(李濬衡)

    - 아우 : 이봉희(李鳳羲), 일명 이상훈(李相勳)
      - 조카 : 이문형(李文衡), 일명 이광민(李光民)
      - 조카 : 이인형(李仁衡), 일명 이광국(李光國)

  - 당숙 : 이승화(李承和)

- 부인 : 영해 신씨 신희석(申曦錫)의 딸
  - 아들 : 이형국(李衡國)
    - 손자 : 이중화(李重華)

  - 아들 : 이운형(李運衡)
    - 손자 : 이성화(李聖華)
    - 손자 : 이경화(李景華)
    - 손자 : 이인화(李仁華)
    - 손녀 : 이인숙(李仁淑) 미 프린스턴신학대학원 교수
    - 손자 : 이영화(李永華)
    - 손자 : 이덕화(李德華)
- 부인 : 전주 류씨 류주호(柳周鎬)의 딸
  - 아들 : 이제형(李齊衡)
    - 손자 : 이동화(李東華)

  - 딸 : 영해 신씨 신세창(申世昌)에게 시집감
  - 딸 : 안동 권씨 권용준(權龍俊)에게 시집감
  - 딸 : 안동 김씨 김태동(金泰東)에게 시집감

## 참고 자료
- 국가보훈처 독립유공자(공훈록)
- 이종서 《군자불기의 임청각, 안동 고성이씨 종가》2016
- 서중석 《신흥무관학교와 망명자들》 2001
- 허은 《아직도 내 귀엔 서간도 바람소리가》 2010
- 임기상 《숨어 있는 한국 현대사》 2014
- 경상북도 독립운동 기념관
- 디지털안동문화대전